# 大沼国定公園
大沼国定公園（おおぬまこくていこうえん）は、北海道にある国定公園。

## 概要
渡島半島南部に位置し、函館市の北約16kmの距離にある。活火山の北海道駒ヶ岳とその火山活動によってできた大沼、小沼、蓴菜（じゅんさい）沼の湖沼からなる。大沼には大小126の小島が浮かび、春から秋にかけてサイクリング、ランニング、ボート、遊覧船など、冬はスノーモービルやワカサギ釣りなどのアウトドアスポーツを楽しむことができる。

## 歴史
江戸時代から小沼と蓴菜沼辺りは箱館から小樽方面へ抜ける交通の要衝であった。1872年（明治5年）に札幌本道が開通すると宮崎重兵衛が旅館を開業し、観光目的で訪れる人が多くなり、函館港から入国した外国人も訪れるようになった。1881年（明治14年）には明治天皇が北海道行幸の途中に休憩で訪れるなど道南の景勝地として知られていった。当時の賑わいは小沼と蓴菜沼であったが、1903年（明治36年）の北海道鉄道大沼駅開業後は大沼公園広場地区が観光地として発展した。1905年（明治38年）に北海道庁は大沼周辺を「道立公園」に設定。1914年（大正3年）には本多静六が大規模な公園整備計画を策定。1915年（大正4年）に大沼が「日本新三景」に選定された。1921年（大正10年）、道の申請により政府は公園の使用許可を下し、正式に道立大沼公園が開設した。
1954年（昭和29年）8月8日には、第9回国民体育大会（北海道大会）出席のために来道した昭和天皇、香淳皇后が大沼公園の広場に行幸啓。広場に七飯村奉迎場が設けられたほか、打ち上げ花火や灯籠流しで迎えた。御泊所は山水旅館であった。
1957年（昭和32年）に「自然公園法」が施行すると、1958年（昭和33年）「国定公園」に指定された。
大沼周辺は2010年（平成22年）に「日本紅葉の名所100選」に選定され、2012年（平成24年）に「ラムサール条約」登録湿地となった。

## 景勝地
北海道駒ヶ岳
大沼
小沼
蓴菜沼

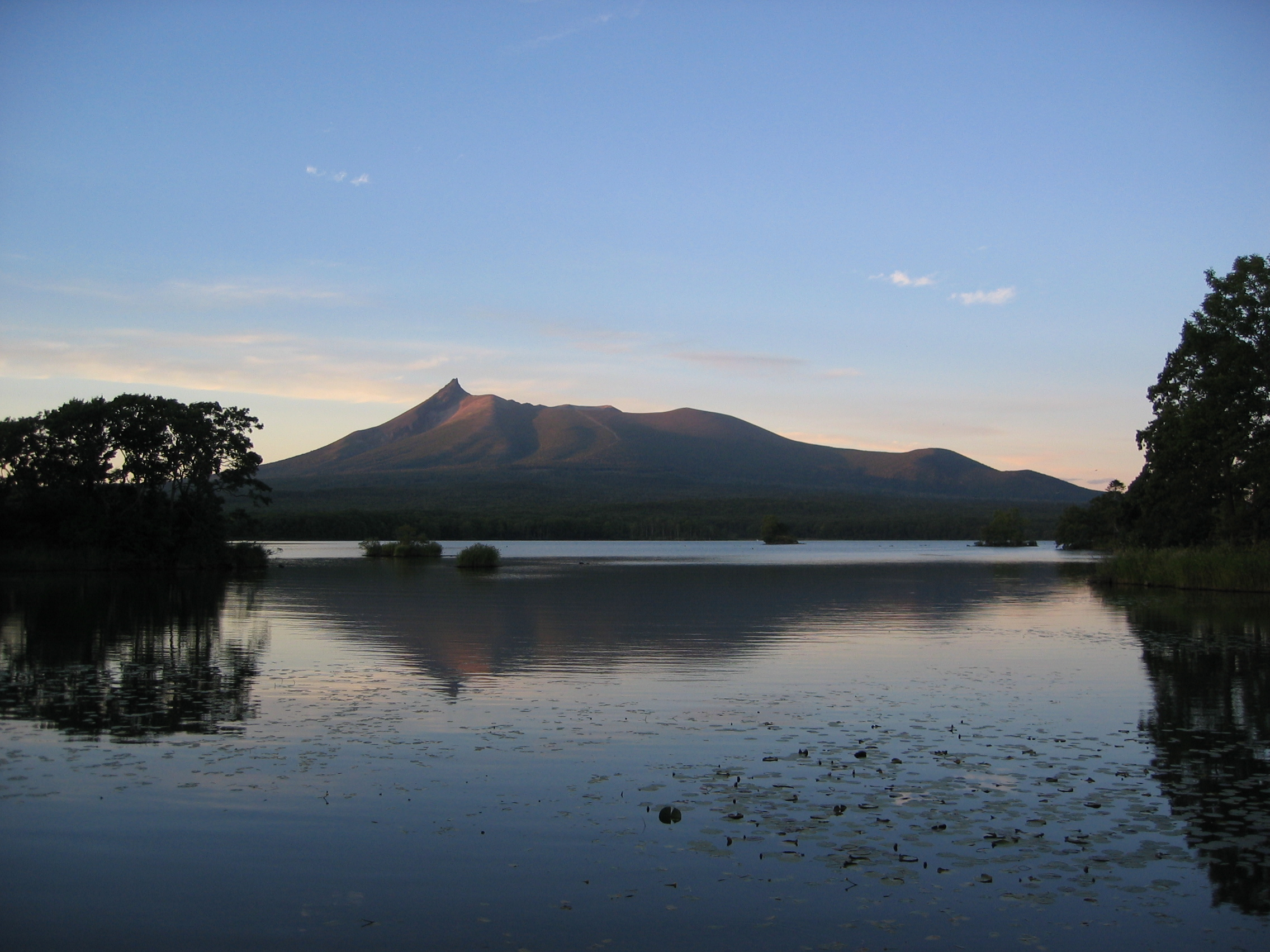
北海道駒ヶ岳（2006年9月）
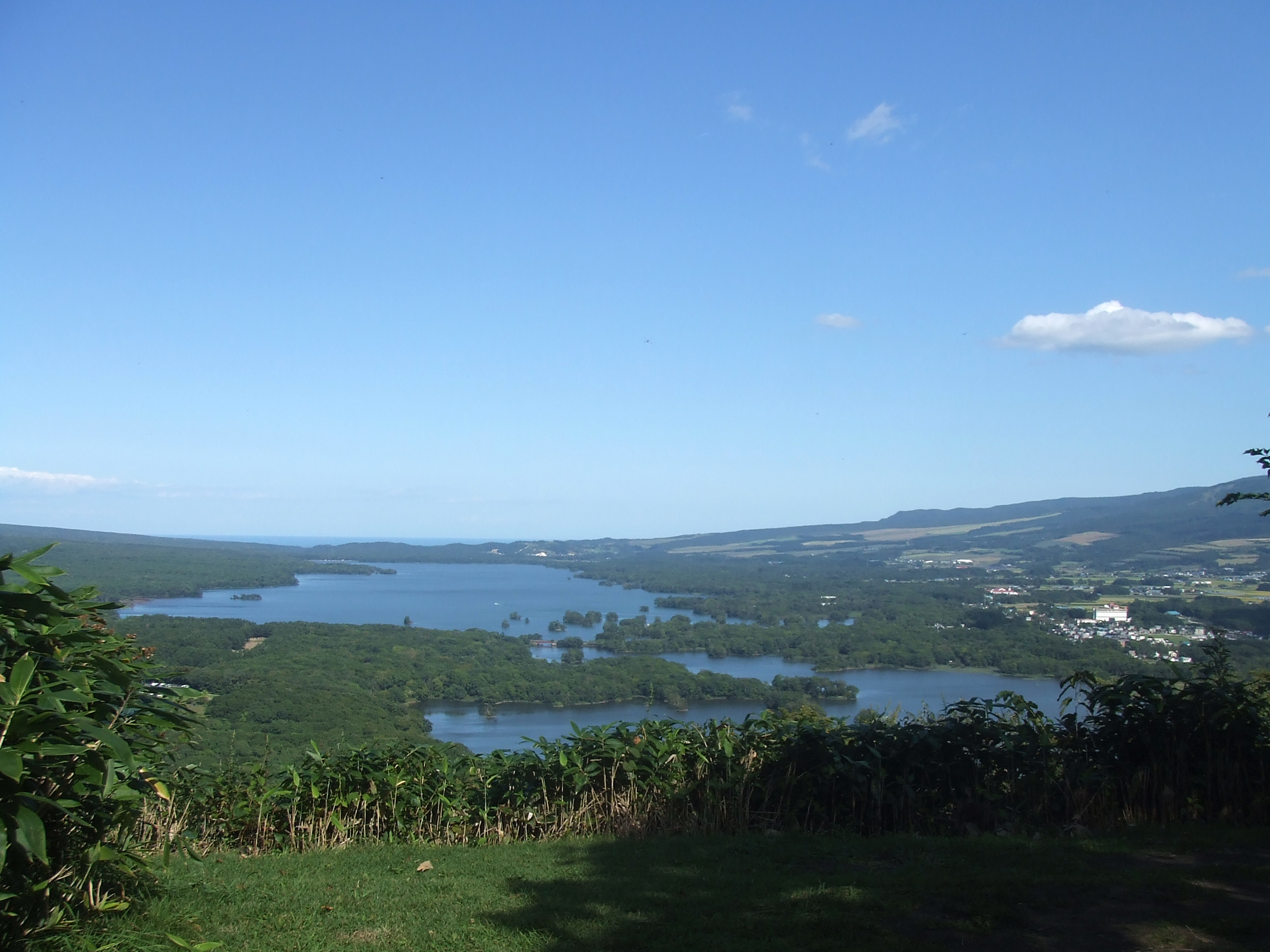
日暮山展望台から眺めた大沼・小沼（2008年9月）
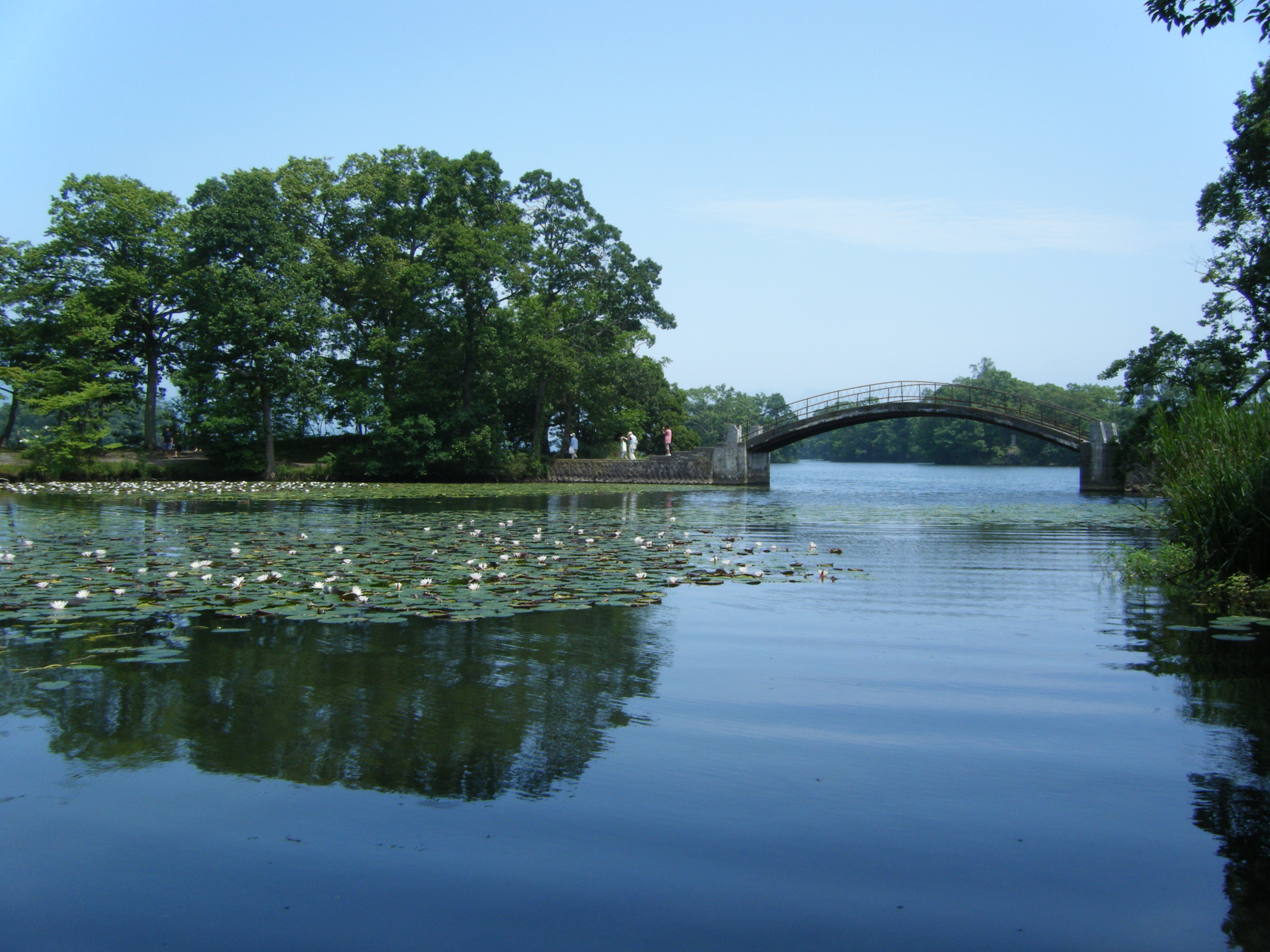
大沼（2009年8月）
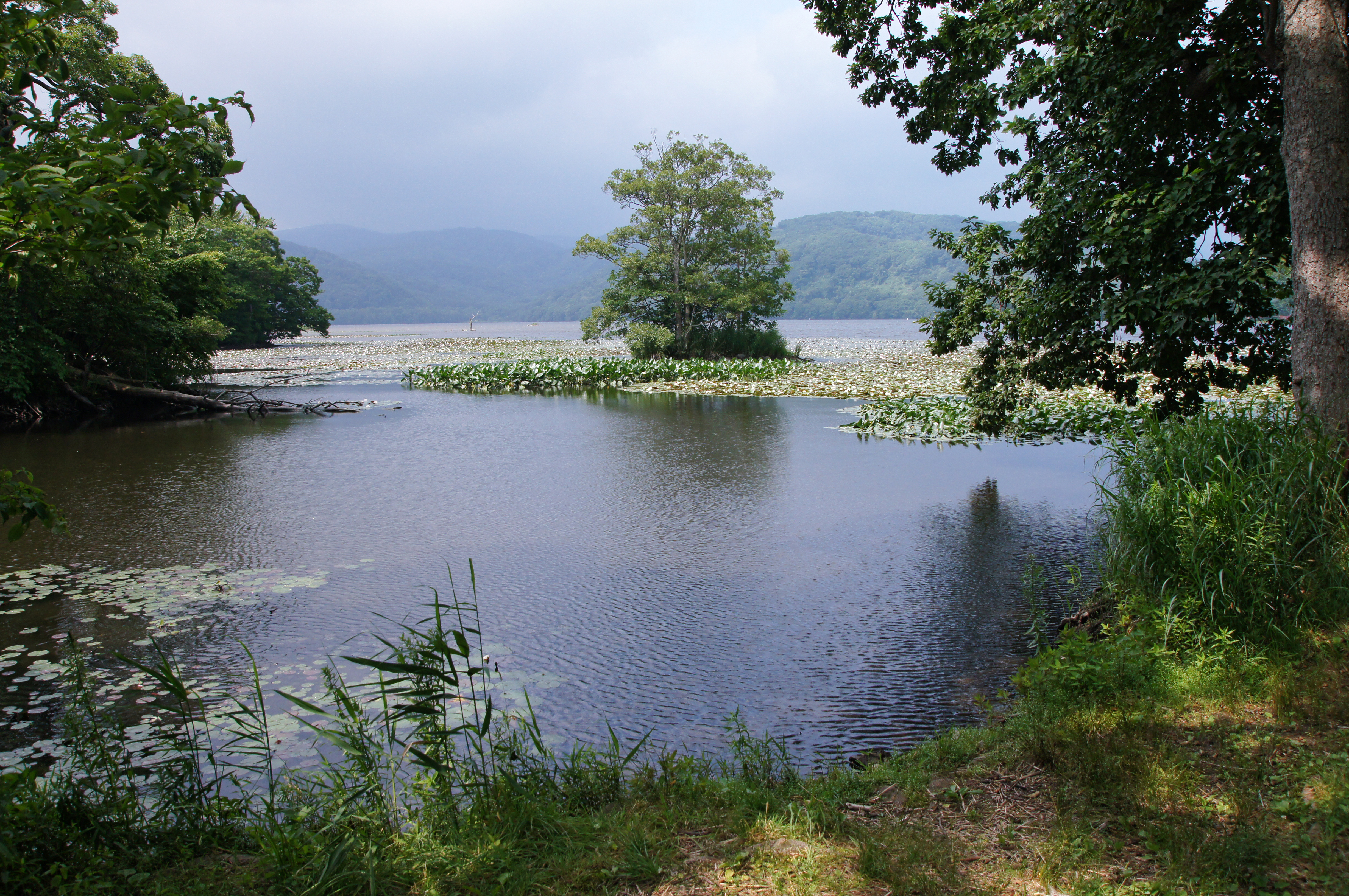
小沼（2012年7月）

## 集団施設地区・パークサービス
| 地区名 | 面積   | 所在地             | 利用者数（人） |
| ------ | ------ | ------------------ | -------------- |
| 南大沼 | 22.4ha | 北海道亀田郡七飯町 | 1,398,000      |

| 施設名                       | 設置者       | 所在地                         | 利用者数（人） |
| ---------------------------- | ------------ | ------------------------------ | -------------- |
| 大沼自然ふれあいセンター     | 自然公園財団 | 北海道亀田郡七飯町大沼町1024-1 | -              |
| 大沼パークインフォメーション | 自然公園財団 | 北海道亀田郡七飯町大沼公園     | -              |
| 七飯町大沼国際交流プラザ     | 七飯町       | 北海道亀田郡七飯町大沼町85-15  | -              |
| 七飯町大沼国際セミナーハウス | 七飯町       | 北海道亀田郡七飯町大沼町127-1  | -              |

## 参考資料
- “大沼国定公園管理指針” (PDF).  北海道. 2016年1月10日閲覧。
- “交通の要衝 小沼蓴菜沼付近”.   七飯大沼国際観光コンベンション協会. 2016年8月1日閲覧。
- “大沼公園広場付近の開発”.   七飯大沼国際観光コンベンション協会. 2016年8月1日閲覧。
- “道立大沼公園の誕生”.   七飯大沼国際観光コンベンション協会. 2016年8月1日閲覧。
- “大沼公園”. 北海道ファンマガジン (2008年3月14日). 2016年1月8日閲覧。